# Jacques Ickx
Jacques Ickx (Courtrai, 22 febbraio 1910 – Wavre, 11 maggio 1978) è stato un pilota motociclistico, pilota automobilistico e giornalista belga.
Anche i suoi figli Pascal e Jacky lavorano nel mondo dell'automobilismo e del motociclismo.

## Carriera
Considerato uno dei precursori del motocross, nel 1934 ideò il Motocross Brabançonne a Oud-Heverlee, la prima gara della specialità disputata in Belgio, che vinse in quell'anno e in quello successivo. Nel 1939 organizzò la prima edizione del Campionato belga che poi riuscì ad aggiudicarsi. Pilota dilettante nei rally, come navigatore dell'amico Johnny Claes vinse la Liegi-Roma-Liegi nel 1951 e l'anno seguente vennero premiati con il Trofeo belga per il merito sportivo.
Divenuto un affermato giornalista automobilistico, scriveva per il Reale Automobile Club del Belgio, nel 1961 pubblicò per Edita Lausanne Ainsi naquit l'automobile, (it Così è nata l'automobile) opera in due volumi sullo sviluppo tecnico dell'automobile. Amico del giornalista Franco Lini, nel 1967 direttore sportivo della Ferrari, e di Gianni Agnelli, sostenne e seguì la carriera agonistica del figlio minore Jacky.

## Vita privata
Era il figlio di Pierre Marie Romain Ickx (1860-1953) e Marie Adélaïde Elis Alexandrine Barbier (1868-1936).
Si sposò con Marie Mouffe da cui ebbe i figli Pascal, nato nel 1937, e Jacky nel 1945; la famiglie visse a Ixelles dal 1948 al 1956 per poi trasferirsi a Braine-l'Alleud.